# بينيتو إراولا مانويل أغيرو
بينيتو إراولا مانويل أغيرو (بالإسبانية: Benito Manuel Agüero)‏ هو رسام إسباني، ولد في 1626 في برغش في إسبانيا، وتوفي في 1670 في مدريد في إسبانيا.